# Kolumna Niepokalanej Maryi Panny w Kutnej Horze

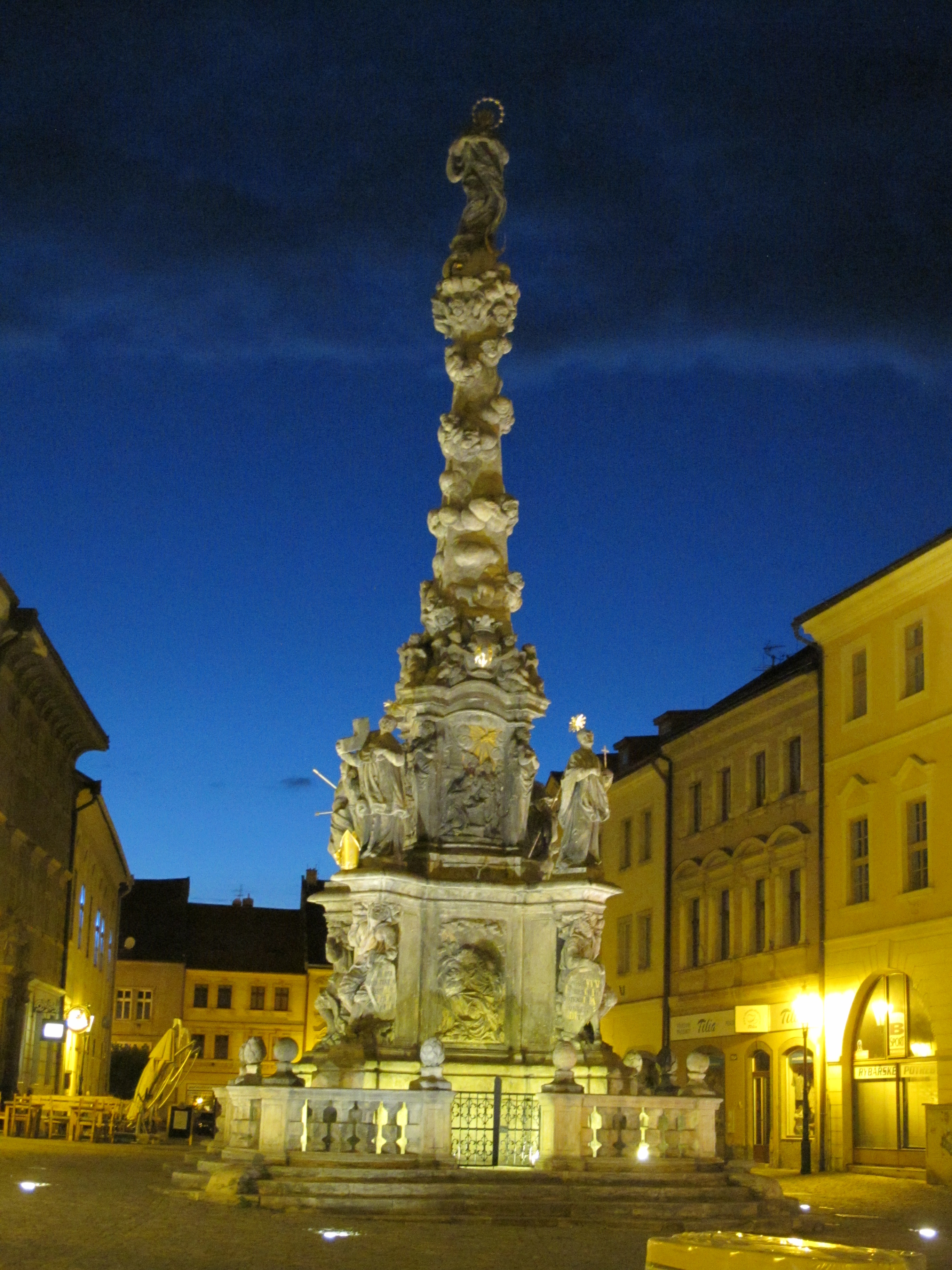
Kolumna Niepokalanej Maryi Panny nocą

Kolumna Niepokalanej Maryi Panny (czeski: Morový sloup Panny Marie Neposkvrněné) – słup morowy położony w ulicy Šultysově w Kutnej Horze. Jest chroniony jako zabytek kultury Republiki Czeskiej.

## Historia
Barokowa kolumna morowa jest dziełem jezuickiego rzeźbiarza Franciszka Bauguta. Pochodzi z lat 1713–1715 jako przypomnienie o epidemii dżumy, podczas której w 1713 zginęło ponad tysiąc osób.